# Oxyodes ochracea
Oxyodes ochracea är en fjärilsart som beskrevs av Arnold Pagenstecher 1884. Oxyodes ochracea ingår i släktet Oxyodes och familjen nattflyn. Inga underarter finns listade i Catalogue of Life.